# 묵호중학교 축구부
묵호중학교 축구부는 강원특별자치도 동하시에 위치한 묵호중학교의 축구부이다. 묵호중학교가 운영했던 축구부로 1996년에 창단됐었다.

## 같이 보기
- 묵호중학교